# 千賀史貴
千賀 史貴（せんが しき）は、日本の漫画原作者・グラフィックデザイナー。

## 作品リスト

### 漫画作品

#### 連載
- 役職ディストピアリ（『ヤングガンガン』2014年16号 - 2016年18号、作画 / テルミン、スクウェア・エニックス、全5巻）[1]
- バテリバイス 人間電池と砂の巨像（『月刊アクション』2015年9月号 - 2016年8月号、作画 / 赤岸K、双葉社、全2巻）
- ハイメと臓器姫（『MangaONE』2018年7月17日 - 2019年11月30日、作画 / 鉄田猿児、小学館、全4巻）
- 株式会社暗黒城のラスボスちゃん（『LINEマンガ』2019年12月31日 - 2021年7月27日、作画 / ヒノデ、LINE、全3巻）
- Tentacle Hole-テンタクル・ホール-（『ヤングドラゴンエイジ』Vol.6 - 連載中、作画 / 石田和真、KADOKAWA、既刊5巻）[2]
- ピンキーパーキーズ 区画世界の旅（『マンガ5』2021年9月14日 - 2023年4月4日、作画 / 北大路みみ、レベルファイブ）[3]
- 洗脳オンラインサロン（『LINEマンガ』2022年12月7日 - 連載中、作画 / 木村隆志、LINE）

#### 監修
- 役職ディストピアリ ～紅玉の討伐士と命喰らいの僕～ （著／霜野 おつかい、イラスト／TNSK、SBクリエイティブ『GAノベル』）